# Rattus fuscipes
Rattus fuscipes är en däggdjursart som först beskrevs av Waterhouse 1839.  Rattus fuscipes ingår i släktet råttor, och familjen råttdjur. Inga underarter finns listade i Catalogue of Life.
Arten når en kroppslängd (huvud och bål) av maximal 21 cm och den har en upp till 20 cm lång svans. Pälsen på ovansidan är gråbrun till rödbrun och undersidan är täckt av ljusgrå päls. Svansen har en brun färg med rosa skugga. Fötterna är nakna och köttfärgade. Råttans vikt är omkring 160 g. Påfallande är artens gulorange framtänder.
Denna råtta förekommer i stora delar av Australien nära kusten. Den hittas även på flera australiska öar. Habitatet utgörs buskskogar, av skogar med eukalyptus, av hed och av fuktiga skogar.
Individerna går vanligen på marken. Honor kan ha flera kullar per år med upp till fem ungar per kull. Ungarna väger vid födelsen ungefär 5 g och efter fyra veckor blir de självständiga. Könsmognaden infaller allmänt efter fyra månader.
Rattus fuscipes är främst nattaktiv och den äter frön, andra växtdelar, svampar och ryggradslösa djur. Boet skapas i jordhålor, i bergssprickor eller i håligheter i träd som ligger på marken.
Beståndet påverkas i viss mån av landskapsförändringar och bränder. Hela populationen anses vara stabil. IUCN kategoriserar arten globalt som livskraftig.

## Bildgalleri

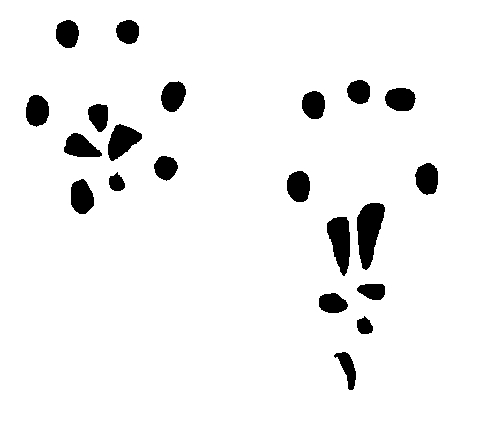
Fotspår
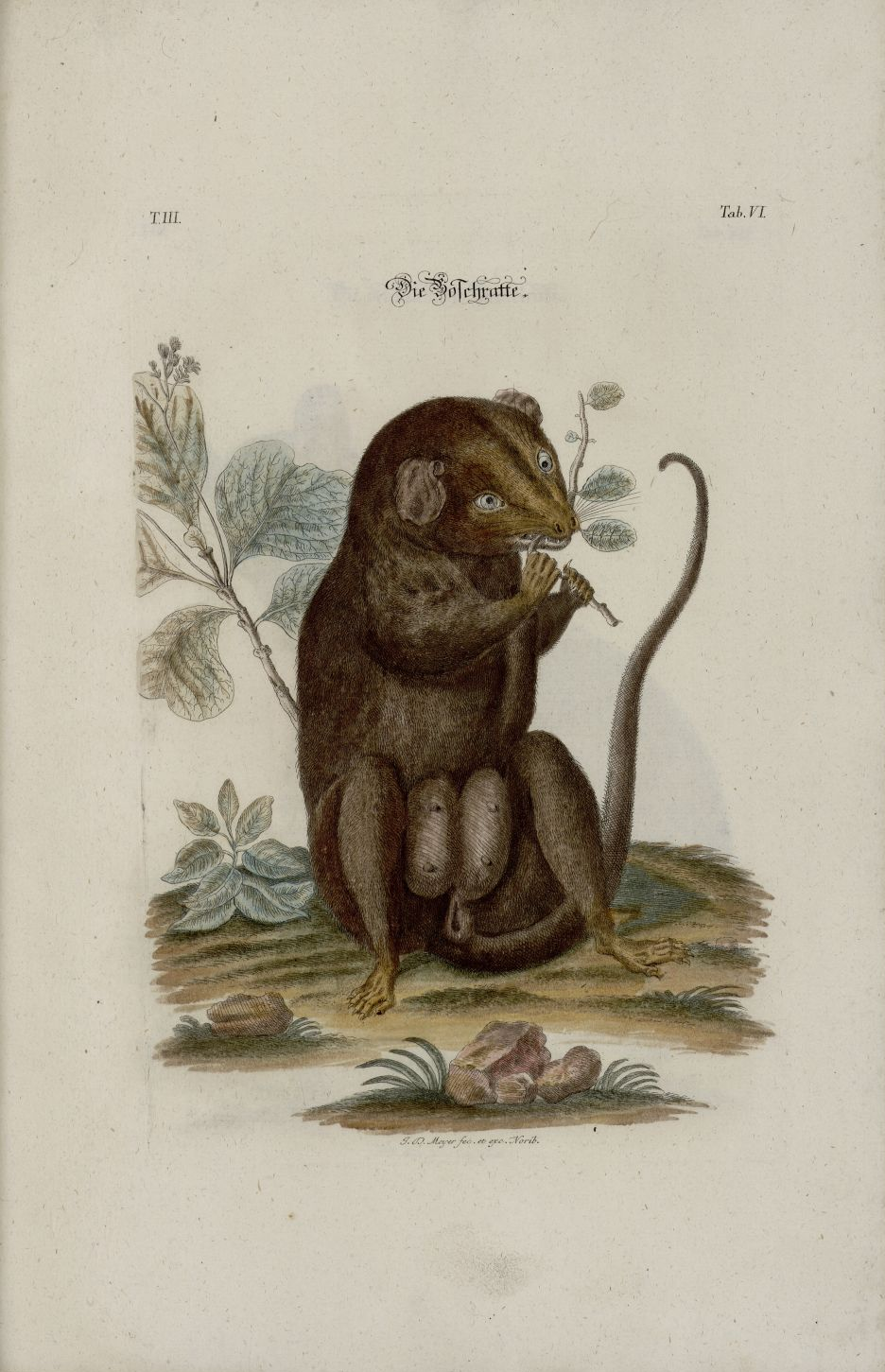